# Пять минут
«Пять мину́т» — популярная песня композитора Анатолия Лепина (Лиепиньша) на стихи Владимира Лифшица (Лившица), написанная для кинофильма «Карнавальная ночь» режиссёра Эльдара Рязанова, выпущенного в прокат в декабре 1956 года. В фильме песню исполнила актриса Людмила Гурченко.

## История
Я вам песенку спою про пять минут,

Эту песенку мою пускай поют,

Пусть летит она по свету,

Я дарю вам песню эту,

Эту песенку про пять минут.

Пять минут, пять минут, 

Бой часов раздастся вскоре!

Пять минут, пять минут, 

Помиритесь те, кто в ссоре!

Пять минут, пять минут — 

Разобраться если строго,

Даже в эти пять минут

Можно сделать очень много!

Пять минут, пять минут,

Бой часов раздастся вскоре,

Помиритесь те, кто в ссоре.
Съёмки фильма «Карнавальная ночь» начались весной 1956 года, а его выход на экраны состоялся 29 декабря 1956 года. Режиссёром фильма был Эльдар Рязанов, а инициатором его создания — Иван Пырьев, который в то время был директором «Мосфильма». Когда Пырьев предложил Рязанову снимать «Карнавальную ночь», тот пытался отказаться, ссылаясь на нежелание работать в жанре музыкальной комедии, а также на свой запланированный отпуск. Тем не менее Пырьев настоял на своём, и молодому режиссёру пришлось согласиться. Для Рязанова «Карнавальная ночь» была второй большой работой, после выпущенных в 1955 году «Весенних голосов» (другое название — «Счастливая юность»), которые были совместной работой с режиссёром Сергеем Гуровым.
Авторами сценария «Карнавальной ночи» были писатели Борис Ласкин и Владимир Поляков, а композитором — Анатолий Лепин, уже известный к тому времени своей работой в нескольких кинолентах, а также как автор созданного в 1940-х годах гимна Латвийской ССР. Для фильма было написано несколько песен, в том числе «Танечка», «Песенка о влюблённом пареньке» и «Пять минут» (все на слова Владимира Лифшица), а также «Песенка о хорошем настроении» (на слова Вадима Коростылёва).
Будущая исполнительница песни «Пять минут» — студентка 3-го курса ВГИКа Людмила Гурченко — не сразу была утверждена на роль в фильме. Первые кинопробы, на которых она исполнила одну из песен из репертуара Лолиты Торрес, оказались неудачными — не только по вине самой Гурченко (по мнению Пырьева, она слишком много «кривлялась»), но и из-за неопытности оператора. Изначально художественный совет утвердил на роль артистку из самодеятельности Людмилу Касьянову, однако затем Пырьев повторно привёл Гурченко на пробы. Конфликтная ситуация разрешилась тем, что роль в «Карнавальной ночи» была предложена Гурченко, а Касьянова получила роль Дульсинеи Тобосской в фильме Григория Козинцева «Дон Кихот».
В фильме «Карнавальная ночь» рассказывается о том, как талантливым молодым энтузиастам — Лене Крыловой (актриса Людмила Гурченко) и её друзьям — удаётся устроить в клубе весёлый новогодний праздник, несмотря на активное противодействие руководителя клуба — «ханжи и чинуши» Серафима Ивановича Огурцова (актёр Игорь Ильинский). В сценарии фильма тот эпизод, в который впоследствии вошла песня «Пять минут», описывался одной краткой фразой: «Лена Крылова поёт песенку-приветствие». Согласно замыслу, это была финальная сцена фильма. В ходе её обсуждения, в котором приняли участие Эльдар Рязанов, композитор Анатолий Лепин и поэт Владимир Лифшиц, сначала появилась мысль о пяти минутах до конца старого года, а затем возникла идея включить в песню рассуждения о том, что можно успеть сделать за эти пять минут.
Музыку в фильме «Карнавальная ночь» исполнил оркестр Эдди Рознера, пианистом и музыкальным руководителем которого в то время был Юрий Саульский. Саульский вспоминал, что для первого прослушивания песенного материала для будущего фильма к ним в репетиционный зал пришли Эльдар Рязанов, музыкальный редактор Раиса Лукина, а также незнакомый полноватый пианист, который после исполнения песни «Пять минут» стал советоваться, как лучше на клавишах изобразить бой курантов. Саульский выразил своё недовольство песнями, посчитав их старомодными — сходными с музыкой времён нэпа или немецкими мелодиями 1930-х годов — и предположив, что музыку писал очень старый человек. В ответ на вопрос пианиста Саульский сказал: «Что же ваш престарелый композитор Лепин не явился, мог бы что-то получше налепить», на что сидевший за роялем человек тихо ответил: «Это я — Лепин». На тот момент Лепину было меньше 50 лет.

Положение стрелок часов в момент начала песни

В качестве декорации художники-постановщики фильма Константин Ефимов и Олег Гроссе предложили установить на сцене гигантский будильник, стрелки которого в начале исполнения песни показывали без пяти двенадцать. Музыканты оркестра Эдди Рознера были расположены на разных уровнях по бокам циферблата, а на самом верху — у кнопки звонка — находился виртуоз-ударник Борис Матвеев. Исполнительница песни «Пять минут» Людмила Гурченко появлялась из-за циферблата и начинала петь со сцены, находясь на фоне будильника, а затем спускалась в зал, подходя к разным столикам, у каждого из которых разыгрывалась небольшая сценка. Гурченко подпевали «поющие официантки» — трио сестёр Шмелёвых, а также женский вокальный квартет «Улыбка».
В процессе работы над фильмом многие сложные эпизоды, включая сцену с исполнением песни «Пять минут», пришлось переснимать. Результатом этого стали перерасход сметы и отставание от намеченных сроков — весь выделенный бюджет был израсходован, когда до окончания работы было ещё далеко. Для обсуждения чрезвычайной ситуации собрался художественный совет киностудии во главе с Сергеем Юткевичем, на котором были показаны фрагменты будущего фильма, в том числе композиция «Пять минут». Вывод совета был таков: положение безнадёжное, однако за переделку кто-нибудь из опытных режиссёров вряд ли возьмётся, поэтому надо дать доснять самому Рязанову, «в прокат не пускать, чтобы не позориться», а потом «забыть о фильме и режиссёре». В газете «Советская культура» появилась статья киноведа Киры Парамоновой, в которой по поводу «Карнавальной ночи» сообщалось, что «на народные деньги по отвратительному сценарию юноша, считающий себя режиссёром, снимает пошлую комедию с оглупляющими песенками».
Тем не менее в конце декабря 1956 года картина «Карнавальная ночь» была выпущена в прокат и сразу приобрела популярность у зрителей, которые отстаивали многочасовые очереди, чтобы попасть на просмотр. Она стала лидером советского кинопроката 1957 года — её посмотрели около 50 миллионов человек. После выхода на экраны фильм стал популярен не только в Советском Союзе, но и в других странах, — в частности, среди русскоязычного населения США. Однажды на радио «Свобода» во время записи песни «Пять минут» случайно оказался джазовый трубач Луи Армстронг, которому предложили послушать «российский поп». Во время прослушивания Армстронг начал играть на своей трубе, а один из режиссёров записал его импровизацию. В результате этого была создана запись, в которой Армстронг импровизирует на тему «Пяти минут».

## Исполнители
За свою историю, начиная с исполнения Людмилой Гурченко в фильме «Карнавальная ночь», песня «Пять минут» входила в репертуар многих известных певцов и певиц, таких как Александра Коваленко, Валерия, Екатерина Гусева, Николай Басков и другие. На латышском языке песню исполняла Валентина Бутане.